# Casa Poch
La Casa Poch és una obra de Caldes de Montbui (Vallès Oriental) protegida com a bé cultural d'interès local.

## Descripció
És una casa unifamiliar entre mitgeres, de planta baixa i dos pisos, formada per l'annexió de tres cases de crugies més petites.
L'estructura és la tradicional de parets de càrrega amb bigues de fusta, encara que els forjats de la primera i segona planta han sofert molts canvis, fent servir sistemes estructurals actuals de biguetes de formigó. La coberta està formada de teules aràbigues en dues vessants. L'edifici queda rematat per un ràfec a manera de cornisa de ceràmica i un canaló també ceràmic. Com que el conjunt és fruit de la unió de tres cases, no es pot parlar de composició unitària de la façana, ja que és fruit d'una constant modificació al llarg de la història. La façana està formada per tres franges verticals d'obertures, però sense cap simetria i control del tipus de forat. La façana és arrebossada. Cal destacar els elements singulars de pedra de la façana, com són la finestra gòtica de l'anterior casa nº29 de pedra molt treballada i d'una refinada decoració i el conjunt porta-finestra de la casa nº27 formada per un arc de mig punt de grans dovelles i una finestra amb l'ampit, la llinda i els brancals d'un gran treball de motllures i relleus.

## Història
La Casa Poch està formada per tres antigues cases comprades pels ascendents dels actuals propietaris (1993), fa uns 150-200 anys aproximadament. El 1951 varen ser unides les cases nº 27 i 29 per fer un habitatge unifamiliar. L'any 1958 s'hi annexionà la veïna casa número 31. Al llarg dels anys s'hi han realitzat innumerables reformes en cada una de les cases. Es troba al bell mig del centre històric de Caldes, en un dels carrer més tradicionals del poble. No ha canviat mai de nom al llarg del temps (des de finals del segle xiii), i es creu que li ve de l'existència d'un forn comunal dels jueus. Carrer d'origen i traçat medieval que unia i uneix la plaça de les termes (Plaça de la Font del Lleó) amb la Plaça de l'Església.